# Listă de scriitori din Emiratele Arabe Unite
Aceasta este o listă de scriitori din Emiratele Arabe Unite.
- Khalid Abdunoor
- Nasser Al-Dhaheri
- Yasser Hareb
- Adel Khozam
- Suad Jawad
- Mohammad Al-Gurg
- Thani Al-Dhaheri
- Mareya A. Khouri

Scriitoare:
include the following: 
- Dubai Abulhoul Alfalasi
- Salha Obaid
- Maitha Al Khayat
- Nadia Al Najjar
- Noura Al Khoori